# Моли-блестянки
Моли-блестянки, или кружковые моли (лат. Heliozelidae) — семейство бабочек.

## Описание
Бабочки очень мелкие. Размах крыльев 3,5—9 мм. Крылья ланцетовидные. Усики достигают 1/2 длины переднего крыла. Глазков нет. Передние крылья темные с поперечными полосами и штрихами. Срединная ячейка переднего крыла не разделена стволом М, R5 и М1 на общем стебле, M3 иногда и Cu1 редуцированы. Анальная вилка не выражена.

## Биология
Гусеницы — листовые минеры древесных растений. Младшие возраста образуют змеевидные мины, которые затем расширяются, приобретая вздутую форму. Окукливаются на почве в вырезанном из листа чехлике. Распространение всесветное, в Палеарктике 4 рода.

## Классификация
В семействе 12 родов и около 120 видов (данные на 2011 год).
- Antispila
- Antispilina
- Coptodisca
- Dyselachista
- Heliozela
- Holocacista
- Hoplophanes
- Lamprozela
- Monachozela
- Phanerozela
- Plesiozela
- Tyriozela